# Cycas fairylakea
Cycas fairylakea es una especie de Cycadopsida del género Cycas, de la familia Cycadaceae, del orden Cycadales.

## Distribución
Cycas fairylakea se distribuye por China (Guangdong).

## Taxonomía
Fue descrita científicamente por D.Yue Wang. Fue publicado por primera vez en D.Yue Wang. In: Cycads China: 54. (1996).